# Tablada (barrio de Rosario)
Tablada, oficialmente General San Martín, es uno de los barrios de la ciudad de Rosario, en el sur de la provincia de Santa Fe (República Argentina).
Está ubicado en el área norte del Distrito Sur, delimitado por el Bulevar 27 de Febrero al norte, avenida San Martín al oeste, bulevar Seguí al sur y el río Paraná al este.

## Toponimia
El primer nombre que tuvo el barrio fue el de Mataderos, debido a la presencia de mataderos municipales en la época en que se comenzó a poblar la zona.
Posteriormente toma el nombre La Tablada a raíz de las «tabladas» de las que estaban construidos los corrales y los bretes donde bajaban los animales que llegaban del ferrocarril y se amontonaban para el sacrificio en el matadero. Esta tablada estaba ubicada en la calle Necochea entre la calle Gálvez y el bulevar 27 de Febrero. A pesar de ser el único nombre popular, Tablada nunca figuró en los registros municipales.
El nombre oficial del barrio, con el que se lo reconoce dentro de los registros municipales es el de General San Martín.

## Historia

### Posta del Rosario de los Arroyos
Los primeros registros sobre esta zona del sur de Rosario se remontan al año 1774 ―época del Virreinato del Río de la Plata― donde funcionaba la Posta del Rosario de los Arroyos.
La posta estaba delimitada por las actuales calles Colón, Virasoro, Alem y 27 de Febrero, que era una zona de terreno elevada, lo que la mantenía alejada de las inundaciones, y estaba vinculada al servicio postal, por entonces realizado a caballo, uniendo la ciudad de Buenos Aires con Asunción del Paraguay, pasando por Santa Fe, Corrientes y Misiones.
La posta tiene gran importancia dentro de la historia argentina ya que fue sitio de paso en el recorrido de los ejércitos de Belgrano y San Martín.
No se conoce con exactitud hasta qué año funcionó pero su desaparición fue posterior a 1883.

### El matadero
Por el año 1874, el límite sur de la zona urbanizada de la ciudad era aproximadamente el actual Bv. 27 de Febrero. Desde allí, hacia el sur, el lugar estaba prácticamente despoblado, motivo por el cual la Municipalidad decretó la instalación de un matadero y varios asilos.
El matadero público fue inaugurado dos años más tarde sobre el llamado Camino de la Costa, actual avenida Abanderado Mariano Grandoli, entre la calle Ayolas y bulevar Seguí.
En los alrededores del matadero se creó un asentamiento de ranchos cuyos habitantes se dedicaban principalmente al aprovechamiento de los restos de la faena. Esto dio origen al actual barrio Villa Manuelita.
En 1931 el matadero fue trasladado más al sur ―hacia la zona de la intersección las calles Gutiérrez y Cepeda―, donde desde 1992 funciona el Parque del Mercado.

### El ferrocarril

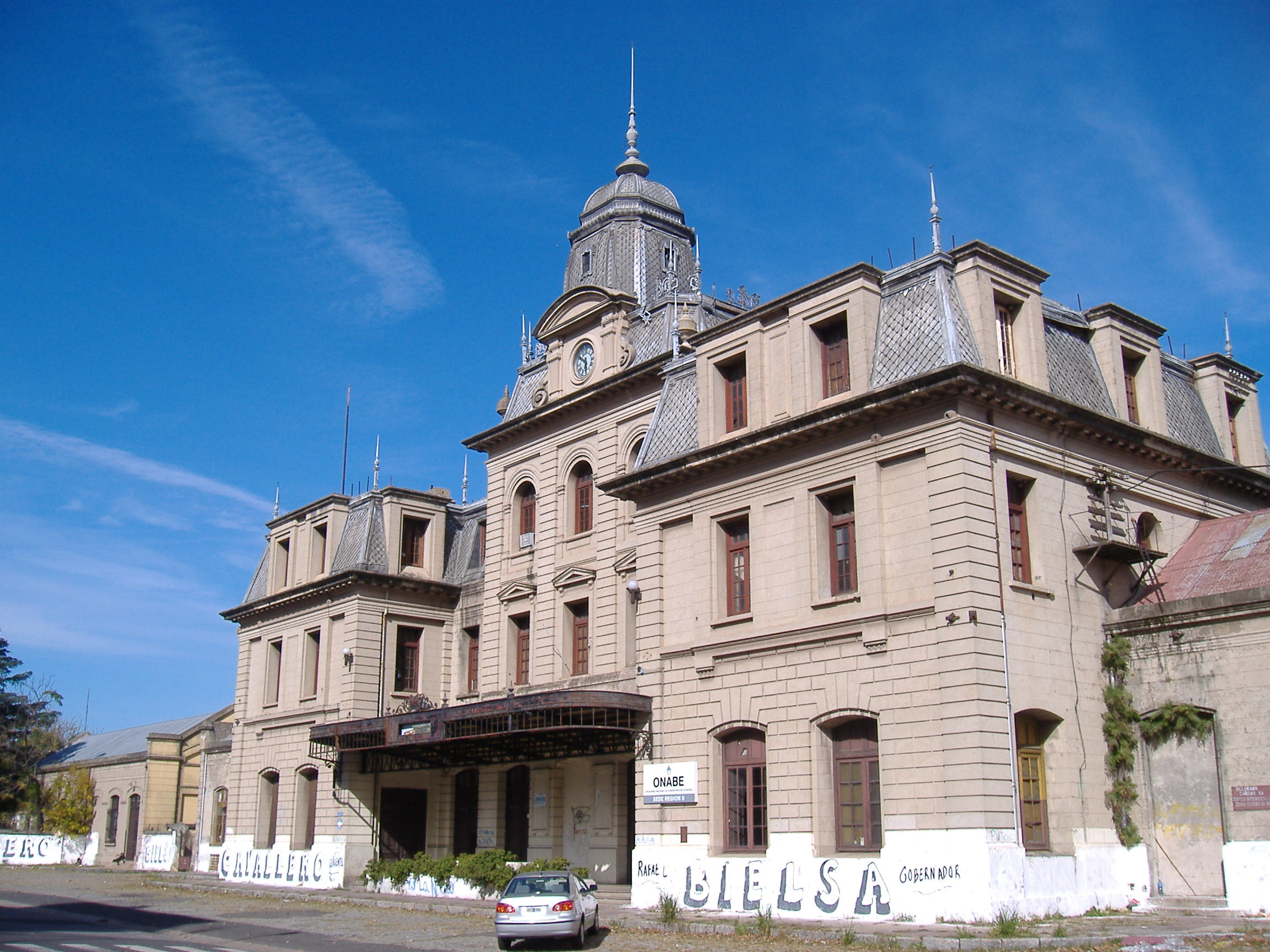
Estación Rosario Central Córdoba

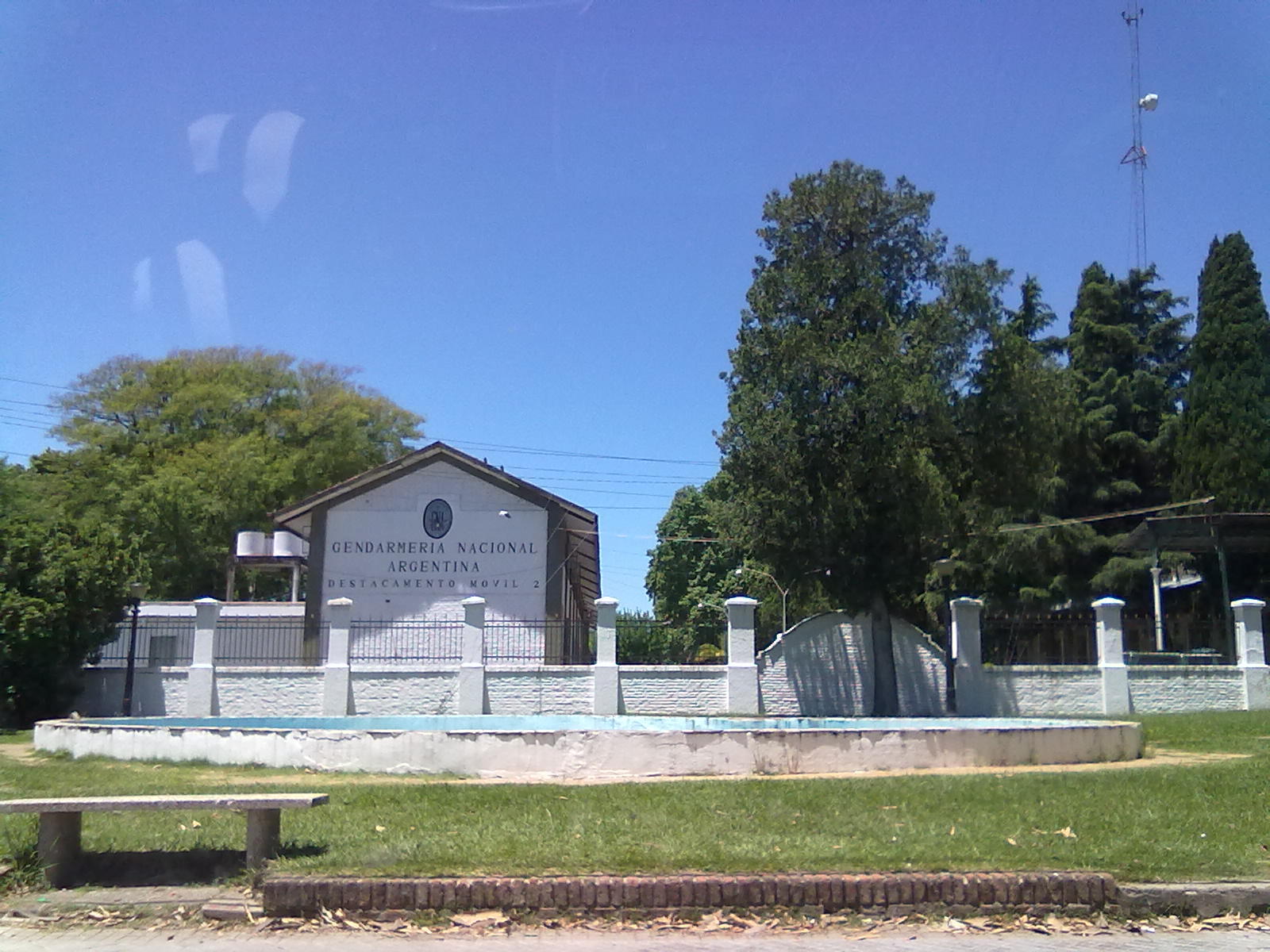
Destacamento Móvil 2 de Gendarmería Nacional Argentina sobre avenida San Martín entre calles Virasoro y Rueda.

Durante su historia, Tablada llegó a tener dos estaciones de ferrocarril y estuvo atravesada por cinco líneas de distintos ferrocarriles.
En 1890 se construyó la estación terminal del Ferrocarril Córdoba a Rosario en la intersección de bulevar Veintisiete de Febrero y calle Veinticinco de Diciembre ―hoy calle Juan Manuel de Rosas―.
En 1912 se habilitó la línea que unía Rosario con Buenos Aires, y en 1913, se autorizó a la empresa de ferrocarril Central Córdoba a administrar toda la red bajo su nombre.
El ferrocarril Compañía General de la provincia de Buenos Aires salía de la estación ubicada en avenida San Martín entre Virasoro y Rueda, donde hoy se ubica el Destacamento Móvil 2 de Gendarmería Nacional. En 1908 fue inaugurada esta estación y en 1911 se liberó al servicio público la línea principal.
En los años noventa, durante el gobierno de Carlos Menem, se privatizaron los servicios de carga y se cerraron los de los pasajeros y el ramal Rosario-Puerto Belgrano fue entregado en concesión, separado del Ferrocarril General Belgrano, del que antes formaba parte. Los nuevos concesionarios que se hicieron cargo de la estación Central Córdoba dieron por tierra un viejo proyecto de convertirla en el casino de Rosario.